# Alkanna pelia
Alkanna pelia är en strävbladig växtart som först beskrevs av Halácsy, och fick sitt nu gällande namn av Karl Heinz Rechinger. Alkanna pelia ingår i släktet Alkanna och familjen strävbladiga växter. Inga underarter finns listade i Catalogue of Life.